# ゴリラ・モンスーン
ゴリラ・モンスーン（Gorilla Monsoon、本名：Robert James Marella、1937年6月4日 - 1999年10月6日）は、アメリカ合衆国のプロレスラー。ニューヨーク州ロチェスター出身のイタリア系アメリカ人。
そのプロレスラーとしてのキャリアのほとんどをWWWFで過ごし、現役時代は巨体を活かしたパワーファイターとして活躍。引退後もWWFでビンス・マクマホンの片腕として要職を務め、バックステージのコーディネーターやテレビ放送の実況アナウンサーを担当した。1994年、WWE殿堂入り。日本でのニックネームは「人間台風」。
　

## 来歴

### 現役時代
コーネル大学ではレスリング部のキャプテンを務め、1958年にNCAAの全米大会で優勝。その後もソビエト連邦への親善遠征チームのヘビー級代表になるなどして活躍した。大学卒業後、その実績と体格を見込まれ、1959年にジノ・マレラ（Gino Marella）の名でデビュー。1963年4月に日本プロレスに初来日。同年8月、旗揚げ間もないWWWF（現：WWE）に移籍し、ビンス・マクマホン・シニアからザ・マンチュリアン・ジャイアント（The Manchurian Giant）のギミックを与えられ、「満州出身の元アジア王者」ゴリラ・モンスーン（Gorilla Monsoon）のリングネームで怪人ヒールに変身した。モンスーンの由来は前述の「人間台風」（訳すとヒューマン・タイフーンとなる）がヒントになったという。
1963年10月、いきなりブルーノ・サンマルチノのWWWF世界ヘビー級王座への挑戦者としてニューヨークに登場。1か月後にはキラー・コワルスキーと組んでスカル・マーフィー&ブルート・バーナードを下しWWWF・USタッグ王座（世界タッグ王座の前身）に戴冠。さらにその数日後には再びサンマルチノに挑み、60分フルタイムドローの熱戦を繰り広げた。USタッグ王座は1965年にビル・ワットとのコンビでも、ジン・キニスキー&ワルドー・フォン・エリックを破り再度獲得している。1968年にはオーストラリアに遠征し、スパイロス・アリオンからIWA世界ヘビー級王座を奪取した。
サンマルチノの最大のライバルとして活躍後の1969年、ザ・シークに襲われたところを、その宿敵サンマルチノに助けられ、彼との「友情ストーリー」を経てベビーフェイスに転向した。「満州出身」のプロフィールは削除され、ペドロ・モラレスがWWWF王者だった期間は、彼の通訳兼マネージャーとして活動。
1976年、モハメド・アリとアントニオ猪木の異種格闘技戦が決定すると（当時WWWFと新日本プロレスは提携関係にあった）、WWWFのリングに登場したアリに乱闘を仕掛け、エアプレーン・スピンを見舞っている。また翌年にはアンドレ・ザ・ジャイアントとボクシング・マッチを行った。1980年、ケン・パテラとのインターコンチネンタル王座と自身の引退を賭けた試合に敗れ、バロン・シクルナと引退試合を行い、リングを降りた。

### 引退後
ビンス・シニアとの友情と信頼により、1976年からWWWFの親会社キャピタル・コーポレーション・レスリングの役員を務めていたため、現役時代からバックステージではブッカー / プロデューサーの立場にあった。ブルーザー・ブロディがWWWFを離れたのもマレラと大喧嘩をしたためである（もっとも、ブロディは各地のプロモーターと必ずと言っていいほど軋轢を起こしており、結局それが原因で刺殺された）。
ビンス・マクマホンが父からWWFを買収した際には自身の持株も売り、その後は裏方の業務と並行して眼鏡がトレードマークの冷静な実況アナウンサーを務めるようになる。ジェシー・ベンチュラ、ジョニー・バリアント、ボビー・ヒーナンといった「ヒール解説者」とのコンビで新時代のプロレスを聴覚面で担い、彼らとのコンビは後のプロレスの実況スタイルに多大な影響を与えた。
1993年、実況アナの席をWCWから移籍してきたジム・ロスに譲り、裏方に専念。リング上では「WWF会長」に就任した（前任はジャック・タニー）。レッスルマニア12でのブレット・ハート対ショーン・マイケルズのアイアンマン・マッチでは、会長としてサドンデス式延長戦を命じている。また、『Metal』『Superstars』などの番組において、前座試合のコメンテーターとして再び放送席に座ることも度々あった。テレビ画面に最後に登場したのは1999年のレッスルマニア15で、同年10月6日に腎不全により死去。62歳没。
WWEでは今でも、いつも彼が陣取って指示を出していた入場ゲート裏をゴリラ・ポジションまたはゴリラ・ゾーンと呼ぶ（後年、この席にはビンス・マクマホンが座った）。人格者として多くの人に慕われ、2003年のWWE殿堂入り式典では、当年殿堂入りしたボビー・ヒーナンが壇上スピーチで親友モンスーンへの想いを語った。
ニューヨークで、同じくサンマルチノのライバルとして活躍したジャイアント馬場とも親友の間柄であった。そのため、1974年にWWFが新日本プロレスと提携した際も、サンマルチノ同様、馬場との友情関係を理由に新日本への参戦を拒否し、全日本プロレスに出場し続けていた。

## 得意技
- エアプレーン・スピン
- ゴリラ・スプラッシュ
- ジャイアント・スイング

## 獲得タイトル
WWWF / WWF
- WWWF USタッグ王座：2回（w / キラー・コワルスキー、ビル・ワット）[4]
- WWF殿堂：1994年度（インダクターはジム・ロス）

ワールドワイド・レスリング・アソシエーツ
- WWA世界タッグ王座：2回（w / ルーク・グラハム、エル・モンゴル）[8]

ワールド・チャンピオンシップ・レスリング
- IWA世界ヘビー級王座：1回[5]

ワールド・レスリング・カウンシル
- WWC北米ヘビー級王座：2回[9]